# Thang đo Rossi-Forel
Thang đo Rossi-Forel là một loại thang cổ để phân loại cường độ của các cơn động đất dựa trên những thiệt hại mà nó gây ra. Tuy nhiên loại thang đo này ngày càng trở nên thiếu chính xác nên đã được thay thế bằng thang Mercalli.

Thang Rossi-Forel được chia ra làm 10 mức:
- Mức 1: rung động rất nhỏ, gần như khó có thể nhận ra bởi các địa chấn kế thông thường.
- Mức 2: rung động vô cùng yếu, cũng rất khó để có thể nhận biết được.
- Mức 3: rung động rất yếu, có thể nhận ra được và ước lượng được phương và thời gian của cơn địa chấn này.
- Mức 4: rung động yếu, có thể nhận ra qua sự chuyển động của các đồ vật như: cửa, cửa sổ, những đồ vật nhỏ...
- Mức 5: rung động với cường độ ôn hòa, có thể nhận ra bởi sự dịch chuyển của một số vật dụng khá to như giường, tủ...
- Mức 6: rung động khá mạnh, có thể cảm nhận được ngay cả khi đang ngủ, hay sự dao động mạnh của con lắc đồng hô hay chiếc đèn chùm.
- Mức 7: rung động mạnh, có thể thấy qua sự dịch chuyển của các thiết bị cầm tay hay quả chuông ở nhà thờ, nhưng vẫn chưa ảnh hưởng đến các ngôi nhà có kiến trúc kiên cố.
- Mức 8: rung động rất mạnh,có thể tạo ra các vết nứt trên đường và tường nhà.
- Mức 9: rung động vô cùng mạnh, có thể phá hủy toàn bộ hay một phần của các ngôi nhà.
- Mức 10: rung động với cường độ khủng khiếp, phá hủy mọi ngôi nhà thậm chí làm sạt lở đường và các mỏm đá.